# Acciaino

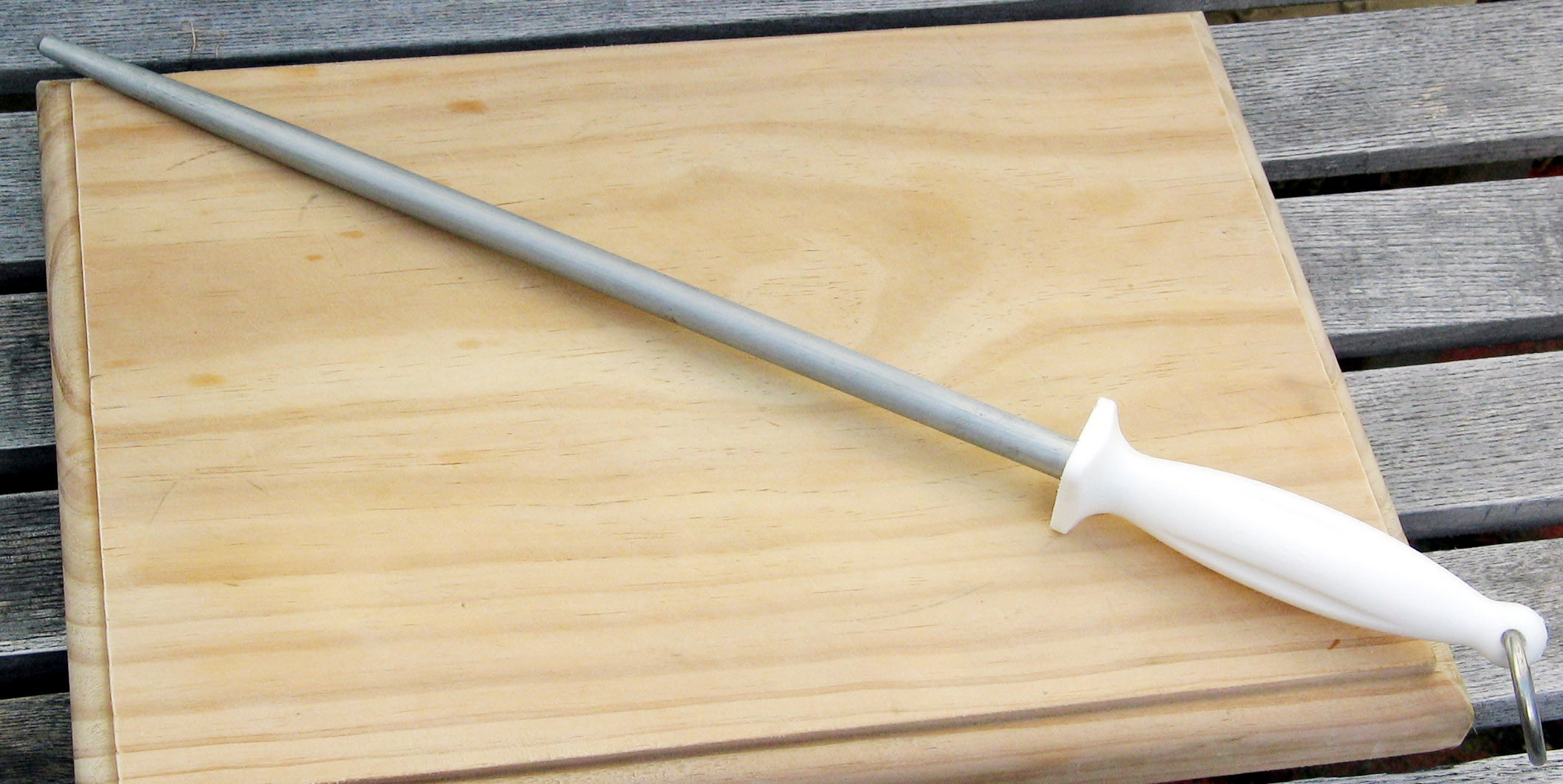
Esemplare di acciaino con manico in plastica

L'acciaino o acciarino o acciaiolo è un utensile utilizzato per riallineare il filo delle lame degli strumenti da taglio, tipicamente i coltelli, durante l'uso.

## Caratteristiche ed uso
Si compone di un manico (in legno, plastica, micarta o altre sostanze), e di una lunga asta, che può essere in acciaio, ceramica o diamantata, finemente zigrinata e a sezione circolare, ovale o piatta. Questo fa sì che esistano sostanzialmente due tipi di acciaino con usi diversi. Il primo è l'acciaino classico in acciaio che serve semplicemente a mantenere il filo, infatti non è in grado di riaffilare un coltello che abbia perso il filo. Perché tutti i coltelli, anche quelli di acciai particolarmente duri o ceramica o ossidiana perdono il filo con l'uso perché sono in materiali che devono essere affilabili e quindi relativamente poco resistenti all'abrasione. Invece gli acciaini in ceramica, rubino sintetico o diamantati servono per riaffilare. L'acciaino viene usato come una lima strusciando il filo del coltello sull'acciaino per mantenere il filo o affilare a seconda del materiale. Bisogna fare attenzione con gli acciaini aggressivi, specialmente quelli diamantati perché col tempo tendono a consumare irregolarmente il filo creando una concavità nella lama a causa del fatto che per la tecnica stessa di utilizzo si tende a esercitare maggiore pressione col coltello nella parte centrale della lama e minore vicino al manico o la punta. Gli acciaini non in acciaio tendono anche ridurre il filo della punta, quasi a spuntare perché è molto facile che alla fine del movimento la punta finisca per strusciare contro l'acciaino, specie se tondo. Per questo motivo vengono prodotti acciaini più larghi o a sezione ovale.